# クレヨンしんちゃん オラたちの恐竜日記
『クレヨンしんちゃん オラたちの恐竜日記』（クレヨンしんちゃん オラたちのきょうりゅうにっき）は、2024年8月9日に公開された日本のアニメーション映画で、クレヨンしんちゃん劇場映画31作目である。

## 概要

### ストーリー案
『嵐を呼ぶ 歌うケツだけ爆弾！』以来となるシロがメインとなる作品。本作は恐竜をテーマに、シロと小さな恐竜ナナとの出会いと友情を描く。

### スタッフ
監督は『バカうまっ!B級グルメサバイバル!!』（2013年）、『もののけニンジャ珍風伝』（2022年）で演出を務めた佐々木忍、脚本はテレビシリーズでも脚本を務めているモラルが担当する。

### ゲスト声優
2024年5月20日、声の特別出演として北村匠海はビリー役、オズワルドの伊藤俊介はアンモナー伊藤役、畠中悠はチュウ役で起用が決定した（地上波では、2024年5月25日放送分にて発表）。

### テレビシリーズによる関連作品
関連作品として2024年8月10日放送分を「恐竜フィーバーさまサマーSP」と題して「シロとひな鳥だゾ」（再放送）と「オラたち恐竜一家だゾ」を放送した。また、本作の冒頭部分も放送した。

### 主題歌
2024年6月13日、My Hair is Badの「思い出をかけぬけて」が起用されることが発表された（地上波では、2024年6月15日放送分にて発表）。

### 前売り券
2024年3月1日、全国の上映劇場で発売開始。特典は「恐竜しんちゃんカプセルチャーム」が配布された。

### 特番・メディア出演
北村匠海、オズワルド、戸松遥 、小林由美子が映画の魅力を語る「『映画クレヨンしんちゃん オラたちの恐竜日記』公開記念恐竜復活でアンビリ～バボ～!!SP」を2024年7月28日から順次放送された。2024年8月5日には、去年同様に『秋山と映画』に、しんのすけが登場し、本作について語った。

### コミカライズ・ノベライズ
映画に先駆け「まんがクレヨンしんちゃん.com」にて、コミカライズ版を期間限定連載。作画は高田ミレイ。第1話が2024年5月20日、第2話が6月5日、第3話が6月20日、第4話が7月5日、第5話が7月20日に公開された。コミカライズ版の単行本が2024年8月9日に発売された。またノベライズ版は、2024年8月7日に発売された。

### 興行成績
9月24日、公開から46日間で興行収入が25億円を突破したことが発表され、前作『しん次元! クレヨンしんちゃん THE MOVIE 超能力大決戦 〜とべとべ手巻き寿司〜』が記録した興行収入約24億7000万円を超え、劇場版シリーズの歴代最高興行収入記録を更新した。

### その他
前作『しん次元! クレヨンしんちゃん THE MOVIE 超能力大決戦 〜とべとべ手巻き寿司〜』の本編後の予告では、しんのすけがシロを連れて散歩している時に、二種類の恐竜が突如現れて、プテラノドンが通り過ぎた後、ティラノサウルスの首に乗っかるしんのすけとシロであった。2023年12月9日のアニメ放送分の最後にて、正式タイトルが『クレヨンしんちゃん オラたちの恐竜日記』と発表された。その後、2024年2月21日にYouTube公式チャンネルにて予告映像と8月9日公開予定であると発表された（地上波では、2024年2月24日放送分にて発表）。

### 次回作
本作のエンドロール後、次回作の予告が流れ、日本とは全く違う国で野原しんのすけは、『オラはにんきもの』を歌っている時に、ボーちゃん、風間トオル、桜田ネネ、佐藤マサオも順番に登場し、5人共全く普段着ではない衣装を着用していて、しんのすけが「ナマステ」と言葉を放ってから、野原みさえが「しんのすけ～」と叫んで映像は終了した。その後、2024年12月14日のアニメ放送分の最後で正式タイトルが『超華麗!灼熱のカスカベダンサーズ』に決定した。

## 制作
恐竜の資料や鳴き声のサンプルを今作に福井県立恐竜博物館が提供した。

## 本作のキャラクター
ナナ
シロがカスカベの河原で出会った小さな恐竜。
ビリー
恐竜が大好きな生物学の研究者。
バブル・オドロキー
ディノズアイランドの創設者。
アンジェラ
ディノズアイランドの女性スタッフであり、ビリーの実姉。
アンモナー伊藤
ディノズアイランドの運営＆システム管理者。
チュウ/サン/ヨウ
ディノズアイランドのスタッフ。

## キャスト
- 野原しんのすけ - 小林由美子
- 野原みさえ - ならはしみき
- 野原ひろし - 森川智之
- 野原ひまわり - こおろぎさとみ
- シロ、風間トオル - 真柴摩利
- 桜田ネネ - 林玉緒
- 佐藤マサオ - 一龍斎貞友
- ボーちゃん - 佐藤智恵
- ビリー - 北村匠海[5]
- アンモナー伊藤 - 伊藤俊介（オズワルド）[5]
- チュウ - 畠中悠（オズワルド）[5]
- ナナ - 水樹奈々[18]
- 園長先生 - 森田順平
- よしなが先生 - 七緒はるひ
- まつざか先生 - 富沢美智恵
- 上尾先生 - 三石琴乃
- あいちゃん - 川澄綾子
- 黒磯 - 立木文彦
- ななこ - 伊藤静
- 隣のおばさん - 鈴木れい子
- ミッチー - 大本眞基子
- ヨシりん - 阪口大助
- 団羅座也 - 茶風林
- 売間久里代 - 津野田なるみ
- ネネママ - 萩森侚子
- 風間ママ - 玉川砂記子
- マサオママ - 大塚智子
- ふかづめ竜子 - 伊倉一恵
- 魚の目お銀 - 星野千寿子
- ふきでものマリー - むたあきこ
- アンジェラ - 戸松遥[18]
- バブル・オドロキー - 安元洋貴[18]
- サン - 小林ゆう[18]
- ヨウ - 金田朋子[18]
- ビリー（幼少期） - 内田真礼[18]
- キャスター - 佐々木亮太（テレビ朝日アナウンサー）
- 司会者 - 小松靖（テレビ朝日キャスター）
- その他キャスト - 志賀克也、大西健晴、倉田雅世、佐藤せつじ、三戸耕三、白石稔、山本格、木島隆一、新田恵海、ちふゆ、須藤沙織、井之上潤

## 主題歌
- オープニングテーマ「スーパースター」（avex trax）
  - 作詞・歌 - ケツメイシ / 作曲 - ケツメイシ、CHIVA / 編曲 - CHIVA from BUZZER BEATS
- エンディングテーマ「思い出をかけぬけて」
  - 作詞・作曲 - 椎木知仁/編曲 - My Hair is Bad、河野圭 / 歌 - My Hair is Bad
- 劇中歌「LOVEマシーン」
  - 作詞・作曲 - つんく♂

## スタッフ
- 原作 - 臼井儀人（らくだ社）
- 監督 - 佐々木忍
- 脚本 - モラル
- 絵コンテ - 佐々木忍、橋本昌和、渡辺正樹
- 演出 - 渡辺正樹、宮西哲也、しばたあきひさ、佐々木忍
- キャラクターデザイン・恐竜作画監督 - 神戸佑太、末吉裕一郎
- メカ恐竜デザイン - 石垣純哉
- 作画監督 - 針金屋英郎、原勝徳、大森孝敏、末吉裕一郎
- 恐竜作画監督補佐 - 野口敦史
- 動画検査 - 小原健二
- 色彩設計 - 山崎大輔
- 美術監督 - 皆谷透、三原伸明、氏家こはく
- 美術設定 - 米田隆裕
- 撮影監督 - 梅田俊之
- 特殊撮影 - 安野寿幸
- CG制作 - レイルズ
- ねんどアニメ - 石田卓也
- 音響監督 - 大熊昭
- 音響監督助手 - 相磯大貴
- 音響効果 - 庄司雅弘、岩切慶太（フィズサウンドクリエイション）
- 効果監修 - 松田昭彦
- 音楽 - 荒川敏行、松尾早人、多田彰文
- 編集 - 三宅圭貴
- ポストプロダクション - 東宝スタジオ
- プロデューサー - 赤木あい、佐野敬信、秋山倫子、和田梨郁
- チーフプロデューサー - 山﨑智史、白倉由紀子、鶴崎りか、鈴木健介
- 製作 - シンエイ動画、テレビ朝日、ADKエモーションズ、双葉社
- 配給 - 東宝

## 関連企画
2024年4月22日、トラベルミンシリーズとコラボ。抽選でオリジナルグッズや映画鑑賞券が貰えた（第2弾では、グッズ変更された）。
2024年7月1日から2024年8月31日までビアードパパとコラボ。「恐竜のガリガリたまごシュー」をコラボレーション発売した。
2024年7月9日からすき家とコラボ。すきすきセットを頼むと恐竜姿のしんちゃんたちとナナのマスコットをゲットできた。
2024年7月18日からかっぱ寿司とコラボ。店内に設置されているかっぱのカプセルトイでコラボ商品をゲットすることができる。8月1日からコラボ第二弾としてかっぱ寿司会員限定としてダブルアクリルチャームがゲットできた。8月9日からコラボ第3弾としてオリジナルメニューが登場し、キラキラステッカーも登場した。全てなくなり次第終了。
漫画『ディノサン』とコラボし、2024年8月2日に「まんがクレヨンしんちゃん.com」に連載された。
2024年8月3日から2024年9月29日まで群馬サファリパークとコラボ。コラボグッズやコラボフードの販売やスタンプラリーなどが実施された。
2024年8月7日から2024年10月7日までアプリ「鬼から電話」とコラボ。しんちゃん、みさえ、ひまわりと電話ができる。
2024年8月8日には、平林都としんちゃんの特別映像が公開された。

## 映像ソフト化
2025年2月26日にBDとDVDがバンダイビジュアル（バンダイナムコフィルムワークス）より発売。

## テレビ放送
次作『クレヨンしんちゃん 超華麗!灼熱のカスカベダンサーズ』の公開を記念する形で、2025年8月3日午前10時（JST）からスペシャルサンデー枠にてテレビ用に編集されたものがテレビ朝日と一部系列局で放送された。
| 回数 | テレビ局     | 放送日                 | 放送時間      | 放送分数 | 放送枠             | 視聴率 |
| ---- | ------------ | ---------------------- | ------------- | -------- | ------------------ | ------ |
| 1    | テレビ朝日他 | 2025年8月3日（日曜日） | 10:00 - 11:45 | 105分    | スペシャルサンデー |        |